# Чёрно-золотая котинга

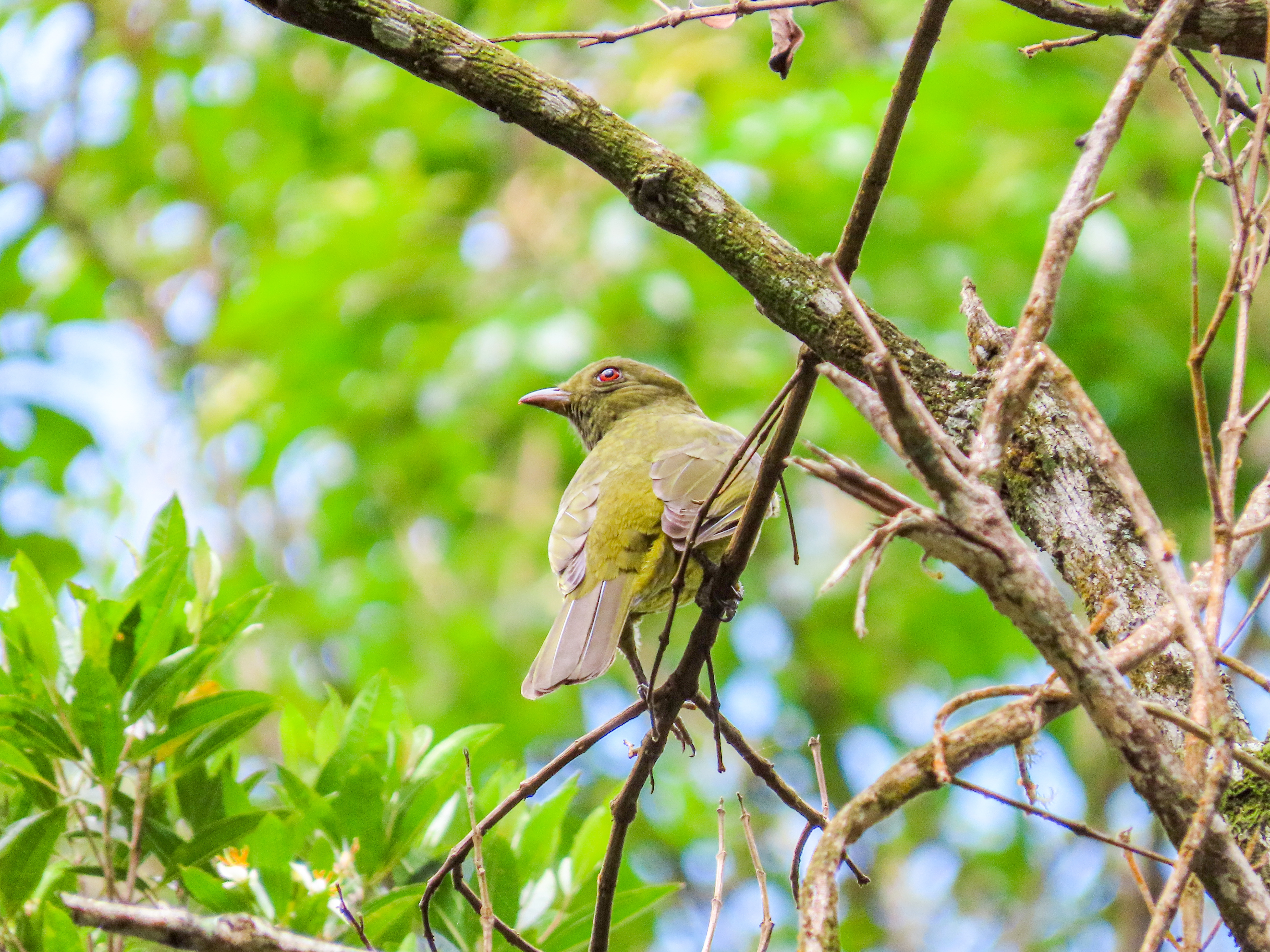
Самка

Чёрно-золотая котинга (лат. Lipaugus ater) — вид птиц рода сорокопутовые пихи семейства котинговых. Подвидов не выделяют. Обитает в Бразилии. Встречается на высоте от 1100 до 1700 м над уровнем моря. Данный вид был внесен в список Международного союза охраны природы (МСОП) как Вызывающие наименьшие опасения, обычен в национальных парках, например Серра-дуз-Органс и Итатиая.